# Lynx thomasi
Lynx thomasi — вимерлий викопний вид рисі. Його було описано в 1980 році на основі скам'янілості нижньої щелепи, знайденої в породі плейстоценового віку в Марокко.